# Systemiskt inflammationsresponssyndrom
Systemiskt inflammationsresponssyndrom (systemic inflammatory response syndrome, SIRS) är ett medicinsk fackbegrepp för ett inflammatoriskt tillstånd i hela kroppen ("systemet"). Detta sker ofta som en följd av immunförsvarets reaktion på sepsis men kan även uppkomma av andra orsaker som till exempel till följd av ett större trauma (kirurgi eller liknande).
1992 enades läkarkåren om att minst två av följande kriterier ska vara uppfyllda för att diagnosen SIRS ska ställas:
1. Kroppstemperatur som överstiger 38 grader (feber) eller underskrider 36 grader (hypotermi)
2. Hjärtfrekvens över 90 slag per minut (takykardi)
3. Takypné: andningsfrekvens över 20 per minut
4. Antal cirkulerande vita blodkroppar understigande 4000/μl (leukopeni) eller överstigande 12000/μl (leukocytos).

SIRS-kriterierna är dock icke-specifika och måste alltid ställas mot patientens kliniska tillstånd (en joggingtur kan uppfylla kraven för att ställa diagnosen).

## Orsaker
Orsakerna till SIRS klassificeras brett som antingen infektiösa eller icke-infektiösa. När orsaken är infektiös klassas den som sepsis. Icke-infektiösa orsaker innefattar bland andra:
- Medicinskt trauma
- Brännskada
- Pankreatit
- Ischemi
- Blödning
- Kirurgi
- Anafylaxi
- Lungemboli

## Komplikationer
SIRS kan ofta leda till komplikationer i form av organsvikt (lunga och njurar), multiorgansvikt, och chock.